# U-429
Unterseeboot 429 (U-429) foi um submarino tipo VII construído para a Regia Marina durante a Segunda Guerra Mundial. Iniciada a sua construção a 14 de Setembro de 1942 pela Danziger Werft de Gdansk. Foi lançado como "S-4" a 14 de Julho de 1943, sob o comando da capitânica Italiana.
Quando a Itália se rendeu a 8 de Setembro, a Kriegsmarine tomou posse do U-429 e a 27 de Outubro de 1943, passou o comando ao Capitão Ernst-August Racky. A 16 de Outubro de 1944 o comandante Martin Kuttkat substituiu Racky, e comandou o submarino até à sua perda.
O submarino serviu como navio-escola durante a sua carreira inteira e nunca foi utilizado em patrulhas.
O U-429 foi bombardeado em afundado a 30 de Março, 1945, perto de Wilhelmshaven, não sofrendo baixas de tripulação durante a sua carreira.
Unterseeboot 429 foi um submarino alemão do Tipo VIIC, pertencente a Kriegsmarine que atuou durante a Segunda Guerra Mundial.

## Comandantes
| Comandante               | Data                                          |
| ------------------------ | --------------------------------------------- |
| Oblt. Ernst-August Racky | 27 de outubro de 1943 - 15 de outubro de 1944 |
| Oblt. Martin Kuttkat     | 16 de outubro de 1944 - 30 de março de 1945   |

## Subordinação
Durante o seu tempo de serviço, esteve subordinado às seguintes flotilhas:
| Período                                         | Flotilha                                      |
| ----------------------------------------------- | --------------------------------------------- |
| 14 de julho de 1943 - 31 de agosto de 1943      | 8. Unterseebootsflottille (treinamento)       |
| 1 de setembro de 1943 - 28 de fevereiro de 1945 | 23. Unterseebootsflottille (submarino escola) |
| 1 de março de 1945 - 30 de março de 1945        | 31. Unterseebootsflottille (treinamento)      |